# Reprezentacja Kanady U-20 w rugby union mężczyzn
Reprezentacja Kanady U-20 w rugby union mężczyzn – juniorski zespół Kanady w rugby union. Za jego funkcjonowanie odpowiedzialny jest Rugby Canada, członek World Rugby oraz Rugby Americas North.
Został stworzony w celu uczestniczenia w organizowanych przez IRB turniejach – Junior World Championships i Junior World Rugby Trophy – zastępujących zlikwidowane mistrzostwa drużyn U-19 i U-21.

## Turnieje
| Rok  | Turniej           | Miejsce           | Źródło            |
| ---- | ----------------- | ----------------- | ----------------- |
| 2008 | JWC               | 12.               |                   |
| 2009 | JWC               | 14.               |                   |
| 2010 | JWRT              | 6.                |                   |
| 2011 | JWRT              | 5.                |                   |
| 2012 | JWRT              | 6.                |                   |
| 2013 | JWRT              | 2.                |                   |
| 2014 | JWRT              | 7.                |                   |
| 2015 | WRT               | 2.                |                   |
| 2016 | nie brała udziału | nie brała udziału | nie brała udziału |
| 2017 | WRT               | 7.                |                   |
| 2018 | WRT               | 7.                |                   |
| 2019 | WRT               | 5.                |                   |